# Ruth Bietenhard
Ruth Bietenhard (Bern, 11 januari 1920 - Steffisburg, 19 februari 2015) was een Zwitserse onderwijzeres, dialectoloog en schrijfster.

## Biografie

### Afkomst en opleiding
Ruth Bietenhard was een dochter van Hans Lehmann, een notaris. In 1946 trouwde ze met Hans Bietenhard. Ze was moeder van zes kinderen. Ze studeerde romaanse talen in Bern, Genève en Parijs en behaalde tevens een onderwijsdiploma. In 1949 behaalde ze een doctoraat aan de Universiteit van Bern met het proefschrift Le sémantisme des mots expressifs en Suisse romande.

### Carrière
Van 1946 tot 1949 gaf Bietenhard les aan de normaalschool van Thun. In 1976 bracht ze het Berndeutsches Wörterbuch uit, dat ze sinds 1969 opstelde op grond van onderzoek naar het Bernse dialect van Otto von Greyerz. In 1980 vertaalde ze samen met haar echtgenoot de Bijbel naar het Bernse dialect. In 1984 kwam de vertaling van het Nieuwe Testament uit, in 1990 die van het Oude Testament en in 1994 de Psalmen. In 1991 bracht ze een werk uit over het dialect van het Berner Oberland.

## Onderscheidingen
- Doctor honoris causa aan de Universiteit van Bern (1993)

## Werken
- (fr)  Le sémantisme des mots expressifs en Suisse romande, 1949 (proefschrift).